# Vitaliy Hryniv
Vitaliy Hryniv, né le 5 avril 1994, est un coureur cycliste ukrainien. Il participe à des épreuves sur route et sur piste.

## Palmarès sur piste

### Championnats du monde
- Saint-Quentin-en-Yvelines 2015
  - 19e de la course aux points
- Londres 2016
  - 14e de la poursuite par équipes
- Hong Kong 2017
  - 21e de la course aux points[1]
- Apeldoorn 2018
  - 15e de la course aux points[2]
- Pruszków 2019
  - 6e de la course aux points
  - 18e de la poursuite par équipe[3]

### Coupe du monde
- 2017-2018
  - 3e du scratch à Minsk
- 2018-2019
  - Classement général du scratch
  - 1er du scratch à Milton

### Championnats d'Europe
| Édition / Épreuve     | Course à l'américaine |
| Anadia 2017 (espoirs) | Bronze                |

### Championnats nationaux
- 2014
  -  Champion d'Ukraine de poursuite par équipes (avec Vladislav Kreminskyi, Roman Shevchuk et Roman Gladysh)
  - 3e du championnat d'Ukraine du scratch
- 2015
  -  Champion d'Ukraine de la course aux points
  -  Champion d'Ukraine de poursuite par équipes (avec Vladislav Kreminskyi, Roman Gladysh, Maksym Vasyliev et Volodymyr Dyudya)
- 2018
  -  Champion d'Ukraine de l'omnium
  -  Champion d'Ukraine de poursuite par équipes (avec Oleksandr Kryvych, Valeriy Romanenkov et Vladyslav Shcherban)
  -  Champion d'Ukraine de l'américaine (avec Vladyslav Shcherban)
- 2019
  -  Champion d'Ukraine de poursuite par équipes (avec Oleksandr Kryvych, Roman Gladysh, Kyrylo Tsarenko, Vladyslav Shcherban et Oleksandr Smetaniuk)
  -  Champion d'Ukraine du scratch
  -  Champion d'Ukraine de l'américaine
  - 2e du championnat d'Ukraine de l'omnium
  - 3e du championnat d'Ukraine de poursuite
- 2023[4]
  -  Champion d'Ukraine de poursuite
  -  Champion d'Ukraine de poursuite par équipes (avec Maksym Vasyliev, Yaroslav Kozakov, Roman Gladysh et Vladyslav Shcherban)
- 2024[5]
  -  Champion d'Ukraine de poursuite
  -  Champion d'Ukraine de course aux points
  -  Champion d'Ukraine de l'omnium
- 2025
  - 2e du championnat d'Ukraine de poursuite
  - 2e du championnat d'Ukraine de course aux points
  - 3e du championnat d'Ukraine de l'omnium

## Palmarès sur route

### Par année
- 2014
  - 2e du championnat d'Ukraine du contre-la-montre espoirs
- 2021
  - 3e du championnat d'Ukraine du contre-la-montre
- 2023
  - 3e du championnat d'Ukraine du contre-la-montre
- 2024
  -  Champion d'Ukraine du contre-la-montre
- 2025
  - 3e du championnat d'Ukraine du contre-la-montre

### Classements mondiaux
| Année           | 2018   | 2019   |
| --------------- | ------ | ------ |
| UCI Europe Tour | 1 903e | 1 756e |